# Pol Guasch
Pol Guasch es un escritor y poeta español en lengua catalana.
Se graduó en Estudios Literarios y posteriormente cursó un máster en Construcción y Representación de Identidades Culturales en la Universidad de Barcelona. También ha cursado el Programa de Estudios Independientes del Museo de Arte Contemporáneo de Barcelona. Ha sido profesor asociado de literatura y crítica de la cultura en la UB y ha investigado sobre teoría y literatura contemporáneas en el King's College de Londres. Forma parte de la productora cultural La Sullivan.
Colabora regularmente en diversos medios como RAC1, la Cadena SER o el Diari Ara.
En enero de 2021, ganó el Premio Anagrama de novela en catalán con su primera novela Napalm al cor, que se ha traducido a diversas lenguas, como el castellano, el inglés, el francés, el italiano o el alemán, entre otras, y que ha sido galardonada con el Premio 42 Revelación en catalán y el Premio Talento a bordo del Festival Eñe de Madrid.

## Obra publicada
- 2018 - Tanta gana. Libro de poemes (LaBreu Edicions, Premio Francesc Garriga)[7]
- 2020 - Amor y revolución (Kollontai). Libro de ensayo colectivo (Arcàdia i Macba)[8]
- 2021 - La part del foc. Libro de poemes (Viena Edicions, Premio López-Picó 2020)[9]
- 2022 - La parte del fuego. Libro de poemes (Ultramarinos Editorial)[10]
- 2021 - Napalm al cor. Novela (Anagrama, Premio Llibres Anagrama 2021)[11]
- 2021 - Napalm en el corazón. Novela (Anagrama, Premio Llibres Anagrama 2021)[12]
- 2022 - Submergir-se en el naufragi, Adrienne Rich. Traducción al catalán del libro de poemas (Edicions Poncianes)[13]